# دي تسوكاموتو
دي تسوكاموتو (باليابانية: 塚元 大) (مواليد 23 يونيو 2001) هو لاعب كرة قدم ياباني.

## وصلات خارجية
- دي تسوكاموتو على موقع رابطة كرة القدم اليابانية للمحترفين (اليابانية)
- دي تسوكاموتو على موقع قاعدة بيانات كرة القدم.إي يو (الإنجليزية)
- دي تسوكاموتو على موقع Soccerway.com (الإنجليزية)
- دي تسوكاموتو على موقع عالم كرة القدم.نت (الإنجليزية)